# 阿尔及利亚国徽
阿尔及利亚國徽现国徽啟用於1976年，為白地圓形。下方為紅色星月，象徵伊斯蘭教。後方為工廠和農作物、象徵吉祥的法蒂瑪之手、阿特拉斯山脈和初升的太陽。圓周上方以阿拉伯語書以國名。

## 历史国徽
|                                               |                                       |                                        |                                     |                                     |                                     |
| 奥斯曼属阿尔及利亚殖民時期(-1830年)使用的紋章 | 阿尔及尔摄政时期(1710年-1830年)的徽章 | 阿尔及尔摄政王室徽章（可能是官方徽章） | 法国殖民時期(1830-1962年)使用的紋章 | 法国殖民時期(1950-1962年)使用的紋章 | 法国殖民時期(1865-1958年)使用的紋章 |

|                                             |                                        |                                             |                                                 |                                            |
| 阿尔及利亚独立战争前(1958-1962年)使用的国徽 | 阿尔及利亚独立战争前(1962年)使用的国徽 | 阿尔及利亚独立战争后(1962-1971年)使用的国徽 | 阿尔及利亚民主人民共和国(1971-1976年)使用的國徽 | 阿尔及利亚民主人民共和国(1976年)使用的国徽 |